# 시레토코 국립공원
시레토코 국립공원(일본어: 知床国立公園, しれとここくりつこうえん)은 홋카이도 동부 시레토코반도 주변에 위치한 국립공원이다. 1964년에 지정되었고 2005년에 주변 해역까지 공원구역을 확장하여 세계유산으로 등록되었다. 육지 면적은 38,633 헥타르이고, 주변 해역을 포함하면 관리 면적은 6만 헥타르가 넘는다.
샤리 군 샤리정과 메나시 군 라우스정에 걸쳐 있다. 시레토코 오호와 시레토코 곶, 시레토코 고개, 후레페 폭포(처녀의 눈물), 가무이왓카 온천폭포 등이 유명하다. 1월부터 3월에 사이에는 주변 해안이 유빙으로 가득차는 광경을 볼 수 있다. 인간의 손길이 거의 닿지 않은 원시림 지대로 에조사슴, 북방여우, 큰곰과 같은 들짐승과 참수리, 흰꼬리수리, 섬올빼미 등의 야생조류, 점박이물범, 큰바다사자, 향고래, 범고래와 같은 바다짐승 등 다양한 종류의 생물이 서식하는 곳이다. 시레토코라는 지명은 아이누어로 "땅의 끝자락"이라는 뜻인 "시레톡(sir-etok)"으로 불린 데서 유래한다.

## 지리

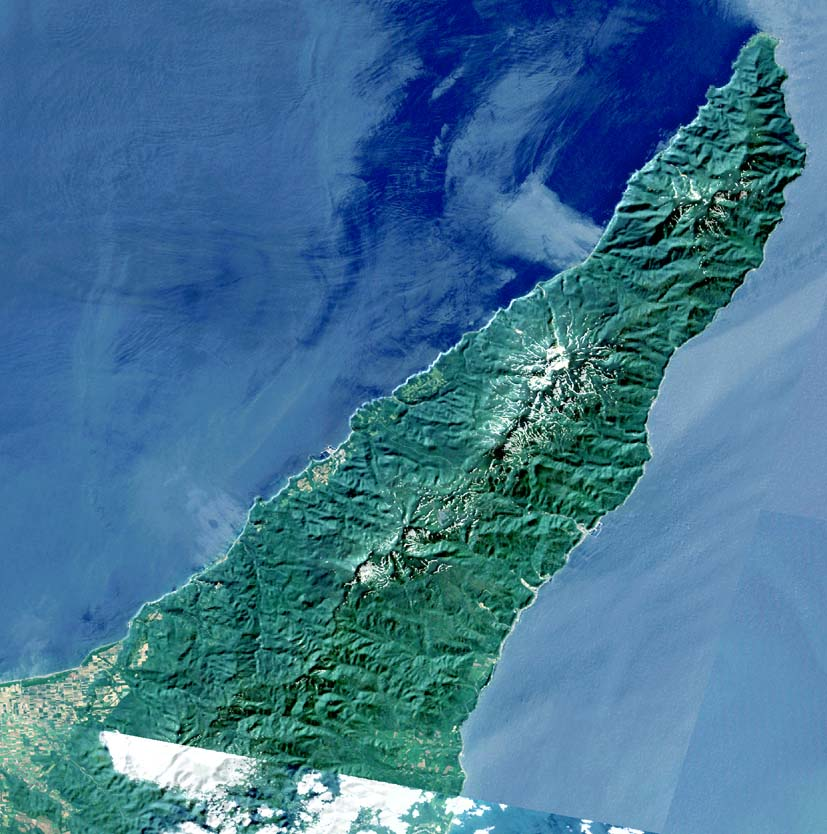
시레토코반도

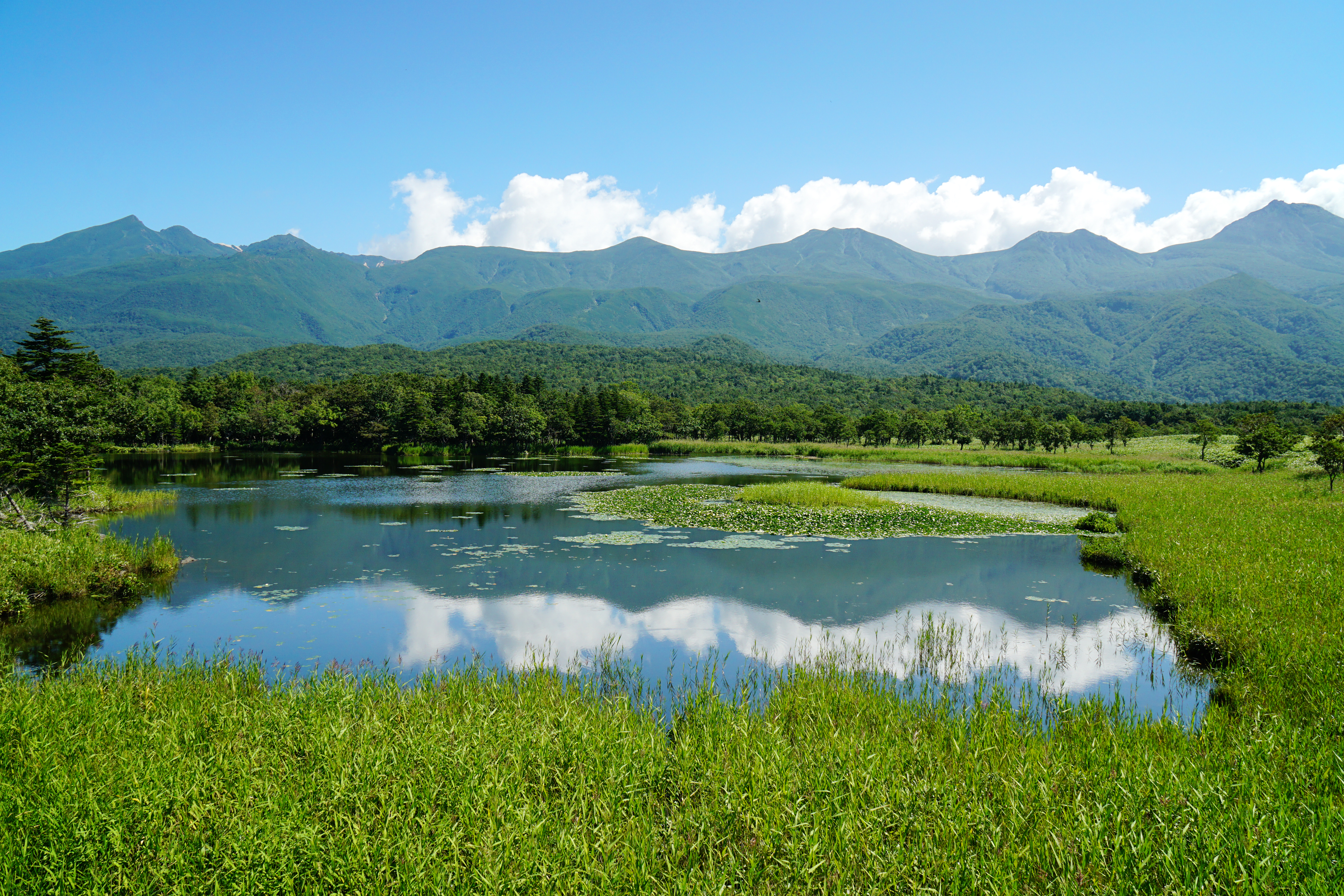
시레토코 5호

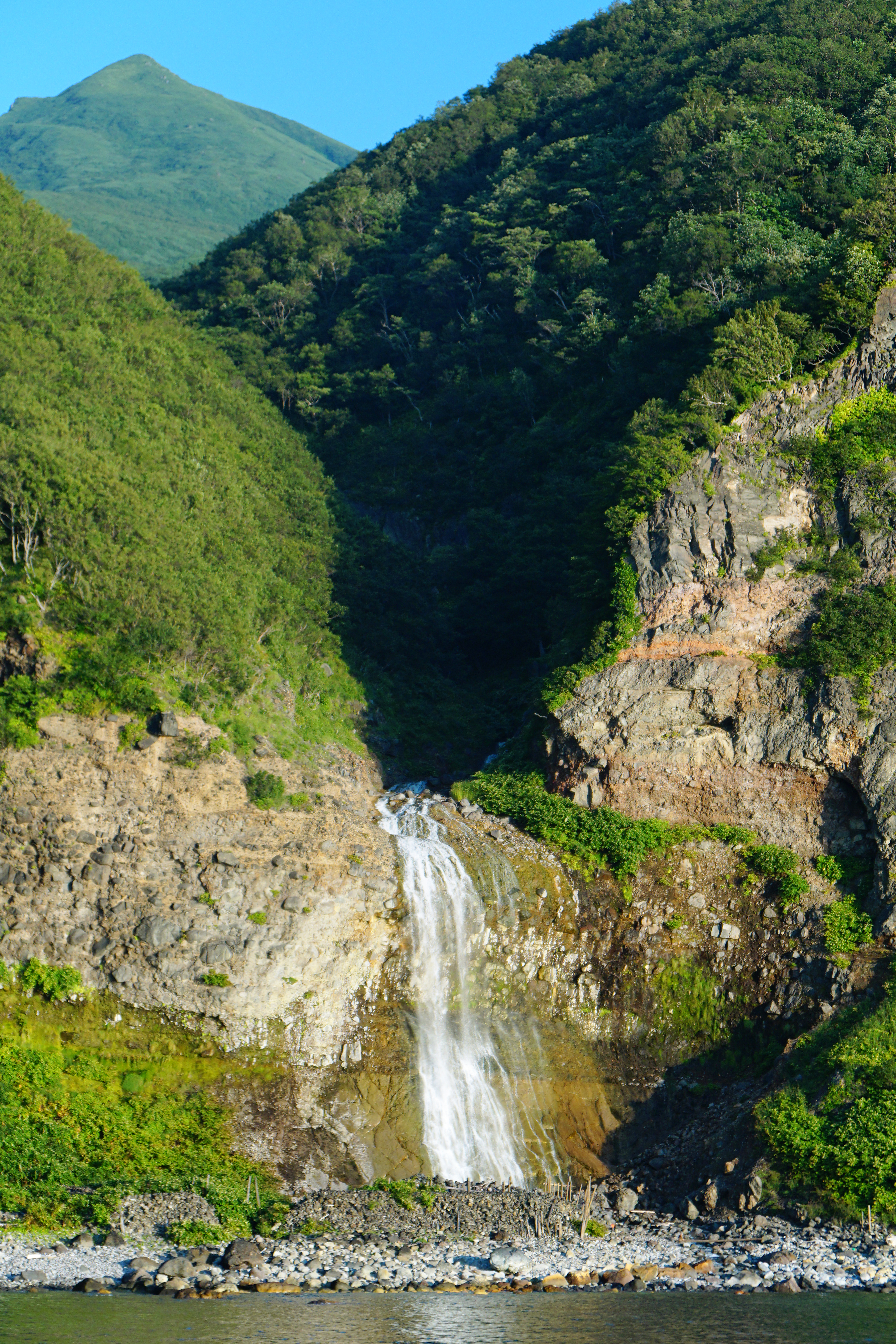
가무이왓카 폭포와 시레토코이오 산

홋카이도 동쪽 끝자락에 위치한 시레토코반도의 중앙부에서 시레토코 곶까지가 시레토코 국립공원의 관리 구역이다. 오호츠크해와 네무로 해협으로 둘러싸인 시레토코반도 중앙부에는 1000m가 넘는 험준한 화산들이 이어져 있으며 주변에는 수 많은 온천이 분포한다. 해안은 화산지형이 파도에 깎여 형성된 절벽 지형이 많으며 지표와 지하를 흐르는 물로 형성된 해안 폭포가 다수 분포한다. 산간지대는 침엽수와 활엽수로 이루어진 원시림 지대가 형성되어 있으며 산 정상부근에는 고산식물이 군락을 이루고 있다. 반도의 동쪽에는 라우스 호가 있고, 서쪽에는 시레토코 오호, 가무이왓카 온천폭포, 오신코신 폭포가 있다. 특히 가무이왓카 폭포는 폭포 자체가 천연온천으로 온천 계곡을 거슬러 등반할 수 있다. 시레토코 해안은 세계적으로도 유빙관찰이 가능한 지역 가운데 최남단에 속한다. 북쪽에서 떠내려와 해안을 가득 매운 유빙은 대량의 플랑크톤도 함께 가져오는데 이로 인해 시레토코 해안에는 연어를 비롯한 각종 어패류가 풍부하게 서식한다.

## 역사
조몬 시대부터 인간이 거주하였으며 유적도 발견되고 있다. 11세기 무렵부터는 아이누 민족이 거주하였다. 19세기에는 유황 채굴이 시작되었고, 제2차세계대전을 전후하여 규모를 갖춘 이주와 개척이 시도되었다. 그러나 혹독한 자연환경으로 인해 인간의 정주가 곤란하여 이주민들은 속속 이곳을 떠나게 되었다. 그 결과 인간의 손이 거의 닿지 않은 자연이 온존될 수 있었다.

## 세계유산

### 개요
시레토코는 저위도에서 해빙을 볼 수 있는 지역으로 해빙과 연관된 해상생태계 및 육상생태계가 복합적으로 작용하는 점과 주변 산악지역의 식생, 또, 지리적 특성에 따른 북방계와 남방계가 혼재된 다채로운 종의 구성 및 분포 외에도 국제적 희귀종의 서식지라는 점에서 세계유산으로 등록되었다.

### 등록되기까지의 경위
- 1964년 6월 - 시레토코반도가 국립공원으로 지정
- 1986년 ~ 1987년 - 시레토코 국유림 벌채문제 제기
- 1998년 - 샤리 정, 라우스 정의 마을예산에 세계유산등록사업비가 산정
- 2003년 - 일본정부에서 시레토코를 유네스코에 세계유산등록으로 추천할 것을 결정
- 2004년 - 유네스코에 추천서를 제출
- 2004년 7월 - 국제자연보호연맹의 현지답사
- 2005년 7월 - 세계자연유산으로 정식등록

### 등록 기준
시레토코의 등록 요건은 등록기준 9항과 10항에 해당된다.
- (9) 육상, 담수, 해안 및 해양 생태계와 동식물군의 진화 및 발달과 관련하여 진행 중인 중요한 생태학적, 생물학적 과정을 보여주는 훌륭한 사례
- (10) 과학적 또는 보전적 관점에서 뛰어난 보편적 가치가 있는 멸종위기종을 포함하는 곳을 비롯하여, 생물다양성의 현장보전을 위해 가장 중요하고 의미있는 자연서식지

## 주요 명소
- 시레토코 곶
- 시레토코 고개
- 부유니 곶
- 우토로 항 - 오론코 바위
- 시레토코 오호
- 후레페 폭포(처녀의 눈물)
- 가무이왓카 온천폭포, 가무이왓카 폭포
- 오신코신 폭포
- 라우스 호
- 맛카우스 동굴(발광이끼）

## 온천
- 우토로 온천
- 이와오베쓰 온천
- 라우스 온천
- 세세키 온천
- 아이도마리 온천

## 화산
- 시레토코다케 산(1,253.9m)
- 시레토코이오 산(1,562m)
- 라우스다케 산(1,660.4m)
- 덴초 산(1,046m)
- 지니시베쓰다케 산(1,317m)
- 온네베쓰다케 산(1,330.2m)

## 교통
서쪽으로 국도 334호, 동쪽으로 국도 335호가 연결되어 있다. 가무이왓카 온천폭포 방면으로는 국도 344호에서 홋카이도도 93호 시레토코공원선이 연결되어 있어 자가용 통행이 제한된다.

### 우토로방면
- 샤리 버스
  - JR 센모 본선 시레토코샤리역에서
    - 우토로 온천까지 약 60분 소요
    - 시레토코 오호까지 약 1시간 25분 소요

- 아바시리 버스, 샤리 버스
  - JR 센모 본선 시레토코샤리 역에서 약 50분 소요
  - 아바시리 버스터미널, JR 세키호쿠 본선 아바시리역에서 약 1시간 30분 소요
  - 메만베쓰 공항에서 약 2시간 소요

- 샤리 버스, 홋카이도추오 버스: 이글라이너
  - 삿포로 터미널, 삿포로역 버스터미널에서 약 7시간 30분 소요
  - 삿포로시 - 엔가루정 - 오조라정 - 고시미즈정 - 기요사토정 - 샤리정

### 라우스방면
- 아칸 버스
  - JR 네무로 본선 구시로 역에서 약 3시간 35분 소요
    - 나카시베쓰 공항에서는 네무로 교통의 네무로 행 버스를 타고 나카시베쓰 터미널까지 약 10분 이동 후, 위 버스로 환승하여 약 1시간 30분 소요.

### 우토로 - 라우스 간
- 아칸 버스, 샤리 버스 (6월 15일~10월 15일 운행)
  - 우토로 온천 - 시레토코 고개 - 라우스 호 입구 - 라우스 온천 - 라우스

그 밖에도 정기관광버스와 순환관광버스가 운행되고 있다.
시레토코 곶은 시레토코 관광선 등의 유람선으로 해상 관광만 가능하며 상륙은 불가능하다.

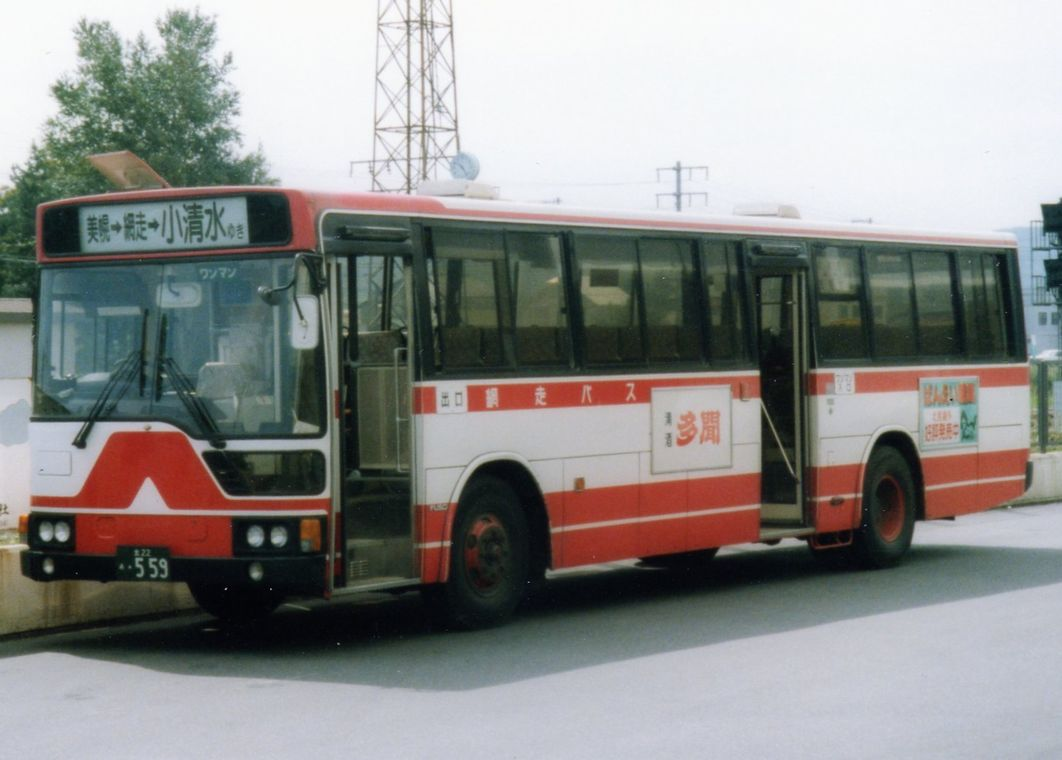
아바시리 버스
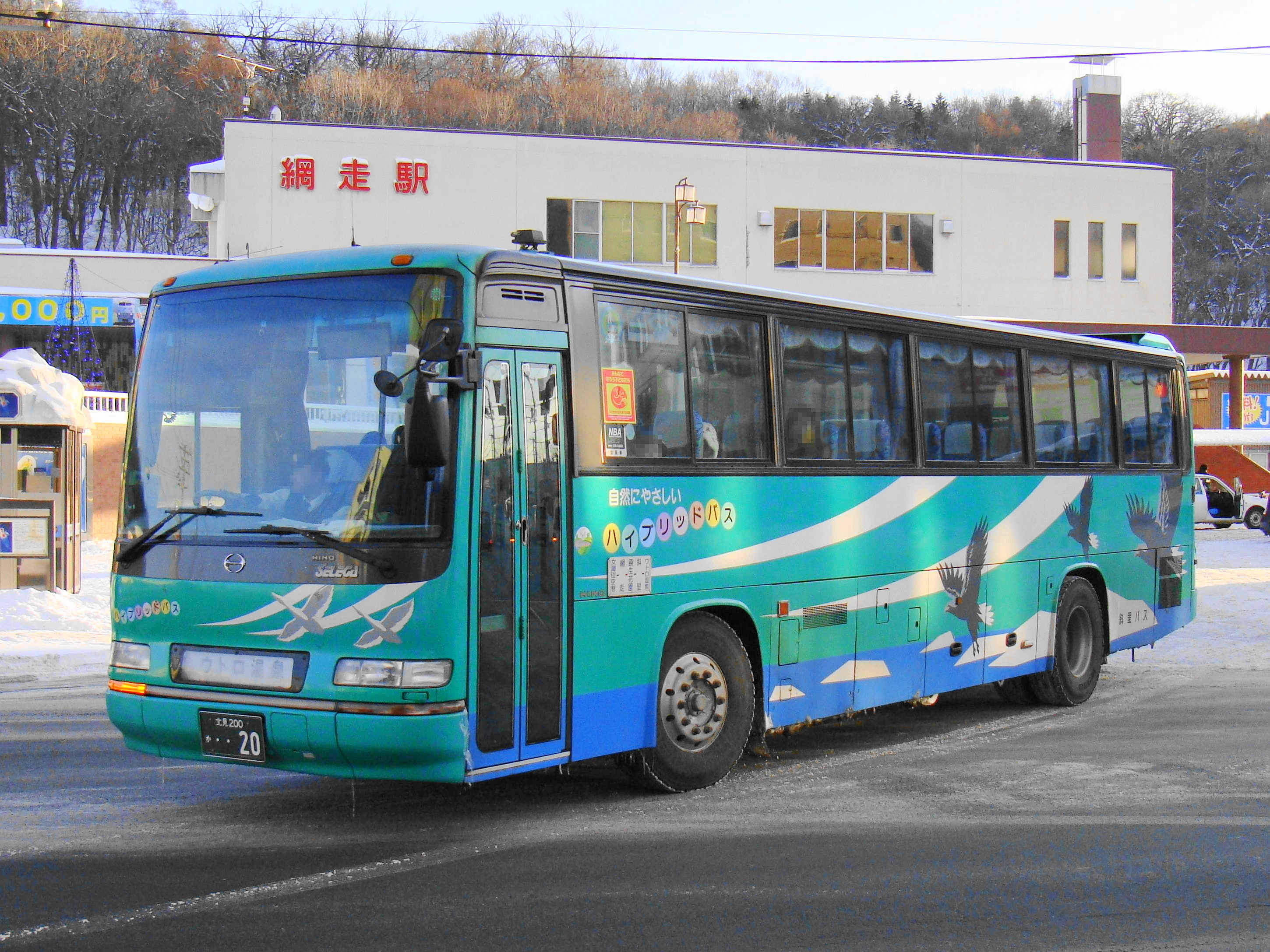
샤리 버스
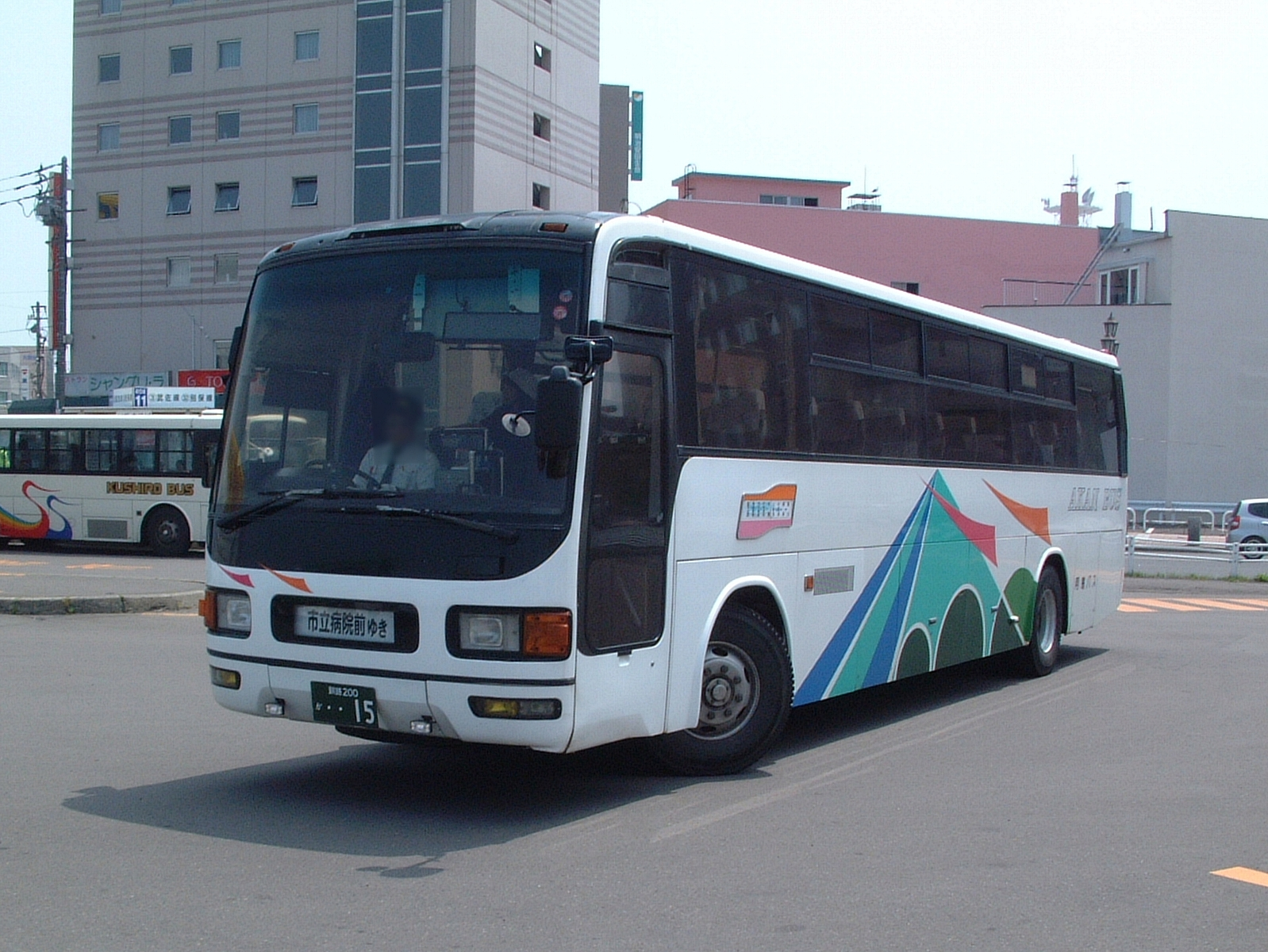
아칸 버스
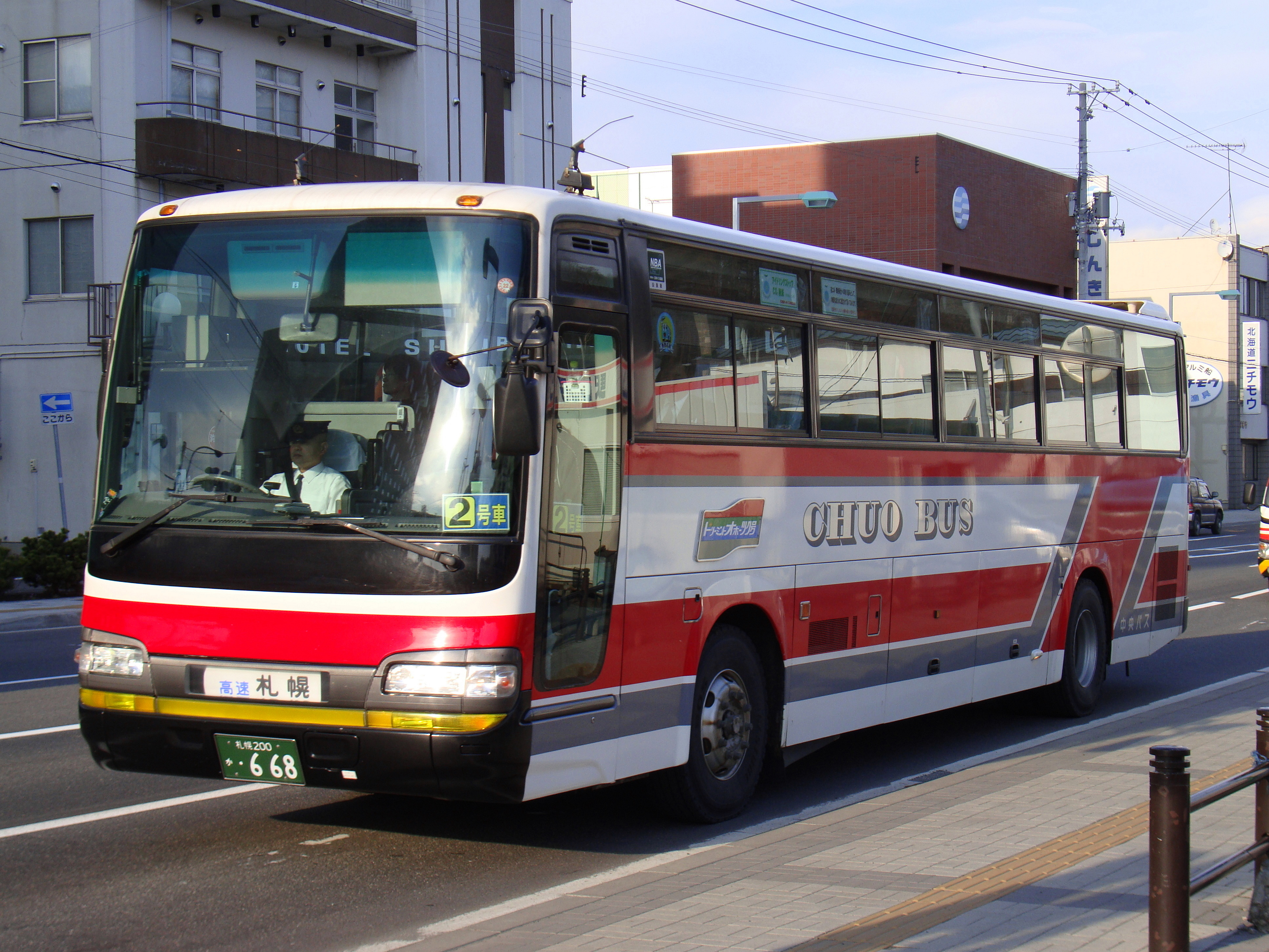
홋카이도추오 버스

※ 공원내 일반관광객의 출입을 제한하는 곳도 있다.

## 같이 보기
- 일본의 세계유산
- 아시아의 세계유산
- 생태계
- 유빙

## 참조
1. ↑  “知床国立公園マイカー規制のお知らせ”. 知床エコツーリズム推進協議会. 2012년 1월 15일에 원본 문서에서 보존된 문서. 2011년 8월 12일에 확인함.